# Rynek (Żywiec)
Rynek, polsky Rynek w Żywcu nebo dříve Plac Zjednoczenia a česky lze přeložit jako trhové náměstí v Żywci, je historické středověké náměstí ve čtvrti Śródmieście města Żywiec v okrese Żywiec v jižním Polsku. Geograficky se také nachází v Kotlině Żywiecke ve Slezském vojvodství.

## Historie a popis
Náměstí, které má typický obdélníkový půdorys, vzniklo v první polovině 15. století. Jeho vznik má souvislost se stěhováním obyvatel dnes již zaniklého Starého Żywce sužovanými častými záplavami řeky Soły (přítok řeky Visla). Obyvatelé se přestěhovali do jižnější oblasti blíže k horě Grojec, asi dva kilometry jižně od svého původního domova. Nové město bylo založeno na dříve nazastavěné ploše (tzv. in cruda radice tj. na syrovém kořeni). V jižní části náměstí byl zřízen hřbitov, dřevěná zvonice a kostel, který byl první kamennou stavbou v okolí náměstí. V polovině 15. století se již kolem náměstí nacházela poměrně kompaktní a pravidelná zástavba. Původně „křehké“ dřevěné stavby se měnily na kamenné. V roce 1537 Komorowští při udělování privilegia na provozování krčmy (hostince) stanovili, že příslušné domy na náměstí i v ulicích musí být „vylepšeny“, tj. kamenné, a kdo tak neučiní, tomu je zakázáno vařit pivo nebo ho prodávat. Na přelomu 16. a 17. století byl Žywiec obchodním centrem ležícím na křižovatce obchodních cest a obchod se soustřeďoval na Rynku a pro jeho usnadnění získalo město privilegia a povolení k pořádání četných trhů. Od počátku 18. století se na Rynku začaly konat popravy odsouzených zločinců, které se dříve odehrávaly mimo město. Období rozkvětu Rynku trvalo přibližně do začátku 18. století. V roce 1708 majitel Żywce František Wielopolski zrušil některá privilegia, což spolu s daňovým útlakem vedlo k poklesu bohatství obyvatel. V roce 1711 vyhořel po úderu blesku farní kostel v blízkosti Rynku a v roce 1721 vypukl další požár, který zachvátil velkou část budov v blízkosti náměstí, včetně dřevěné zvonice. Zvonice byla znovu postavena jako kamenná a dochovala se dodnes. V roce 1782 Rynek navštívil císař Josef II. Situaci obyvatel dále komplikovaly pochody armád městem a přírodní katastrofy, např. v roce 1813 velká povodeň, kdy lidé se pohybovali po náměstí na lodích. Druhá polovina 19. století byla obdobím postupného rozšiřování moderní kamenné zástavby na Rynku a to především po požáru v roce 1857, při němž shořelo značné množství starých dřevěných domů.

### Od 20. století po současnost
Po vypuknutí První světové války v roce 1914 vyrazil z Rynku oddíl asi 700 dobrovolníků, kteří bojovali na východní frontě. Během První světové války se na Rynku odehrálo mnoho politicky významných událostí, například vyhlášení Dekretu dvou císařů (Akt 5 listopada) v roce 1916 nebo velký protest Poláků proti okupantům v únoru 1918. V roce 1938 byl Rynek oficiálně přejmenován na náměstí maršála Józefa Piłsudského. Dne 4. září 1939, během 2. světové války, byl Žywiec obsazen německými vojsky a přejmenován na Ringplatz. Většina obyvatel Rynku byla vysídlena, přičemž obsazené budovy byly předány německým úředníkům. Němci také zničili sochu svatého Floriána, která na Rynku stála od 19. století. Od ledna do dubna 1945 se Žywiec nacházel na válečné frontové linii a sovětské nálety během této doby poškodily několik budov na Rynku. Za komunistické éry byl Rynek přejmenován na Plac Zjednoczenia a za třetí republiky byl navrácen název Rynek. V roce 1967 byl Rynek rozsáhle rekonstruován. Dne 22. května 1995 se na Rynku uskutečnilo setkání obyvatel s papežem Janem Pavlem II.

## Další informace
Rynek je celoročně volně přístupný a patří mezi centra kulturního a společenského života města. Nachází se na měm památkově chráněné budovy.

## Galerie

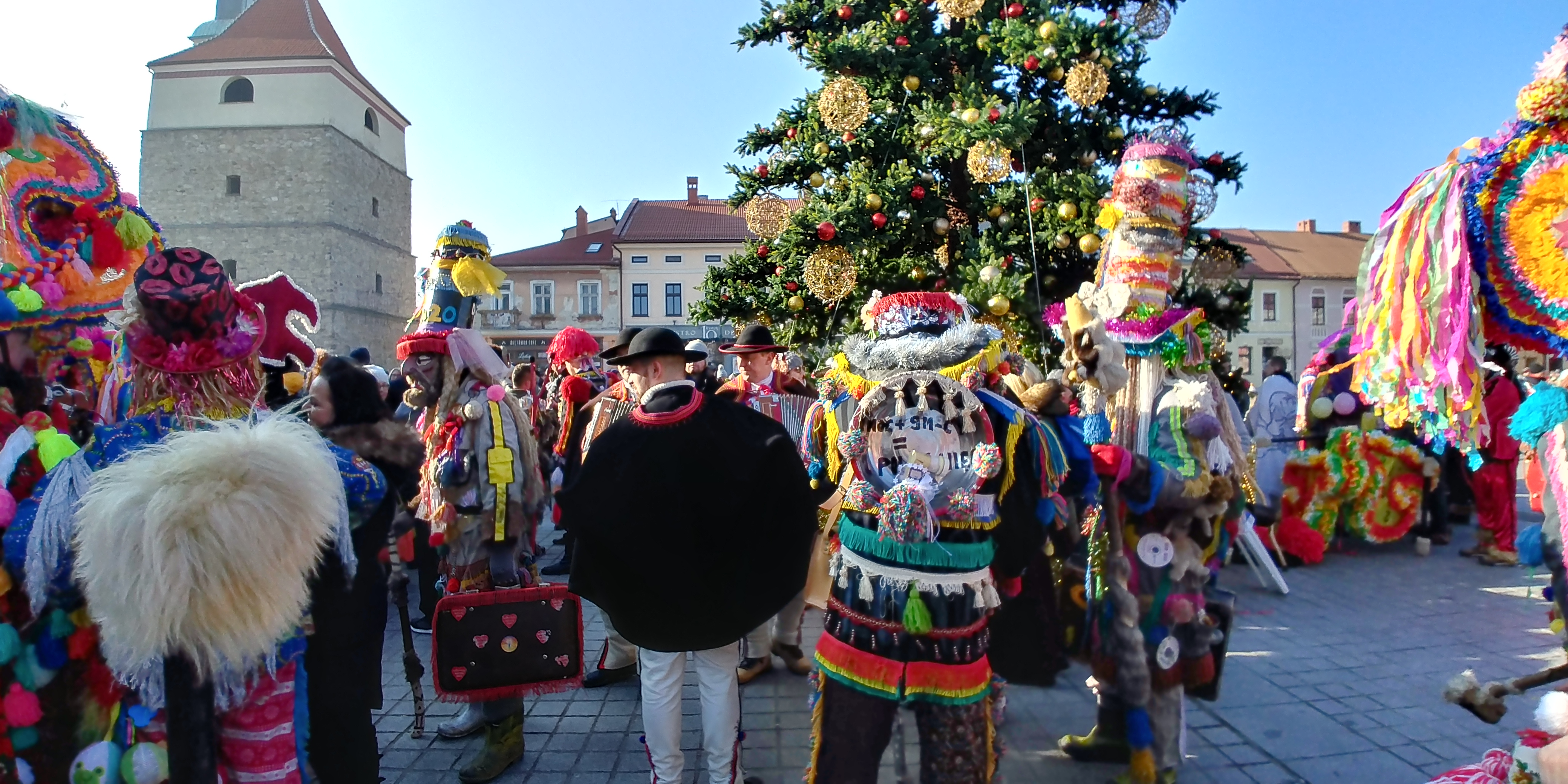
Jukace
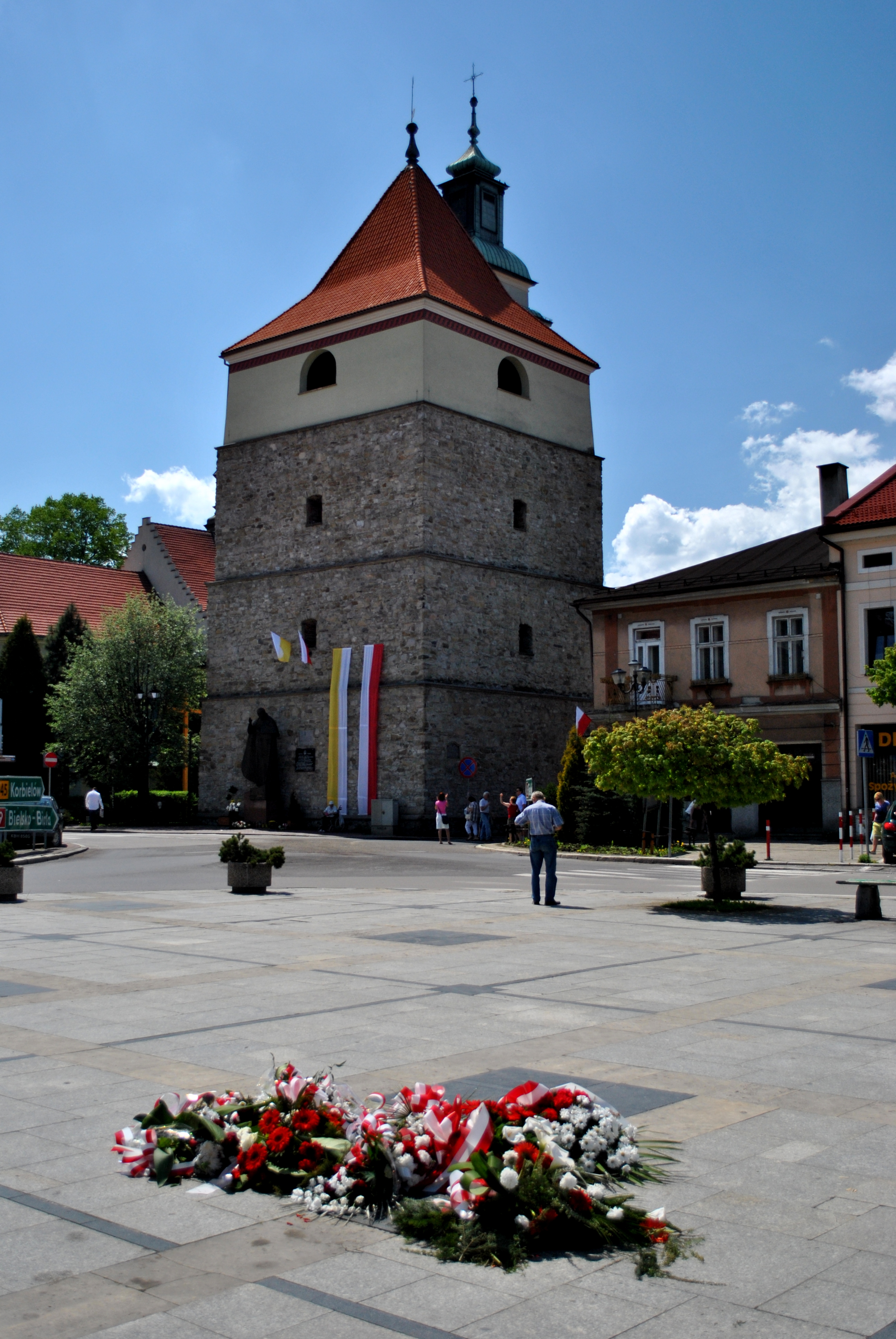
Zvonice v Żywci
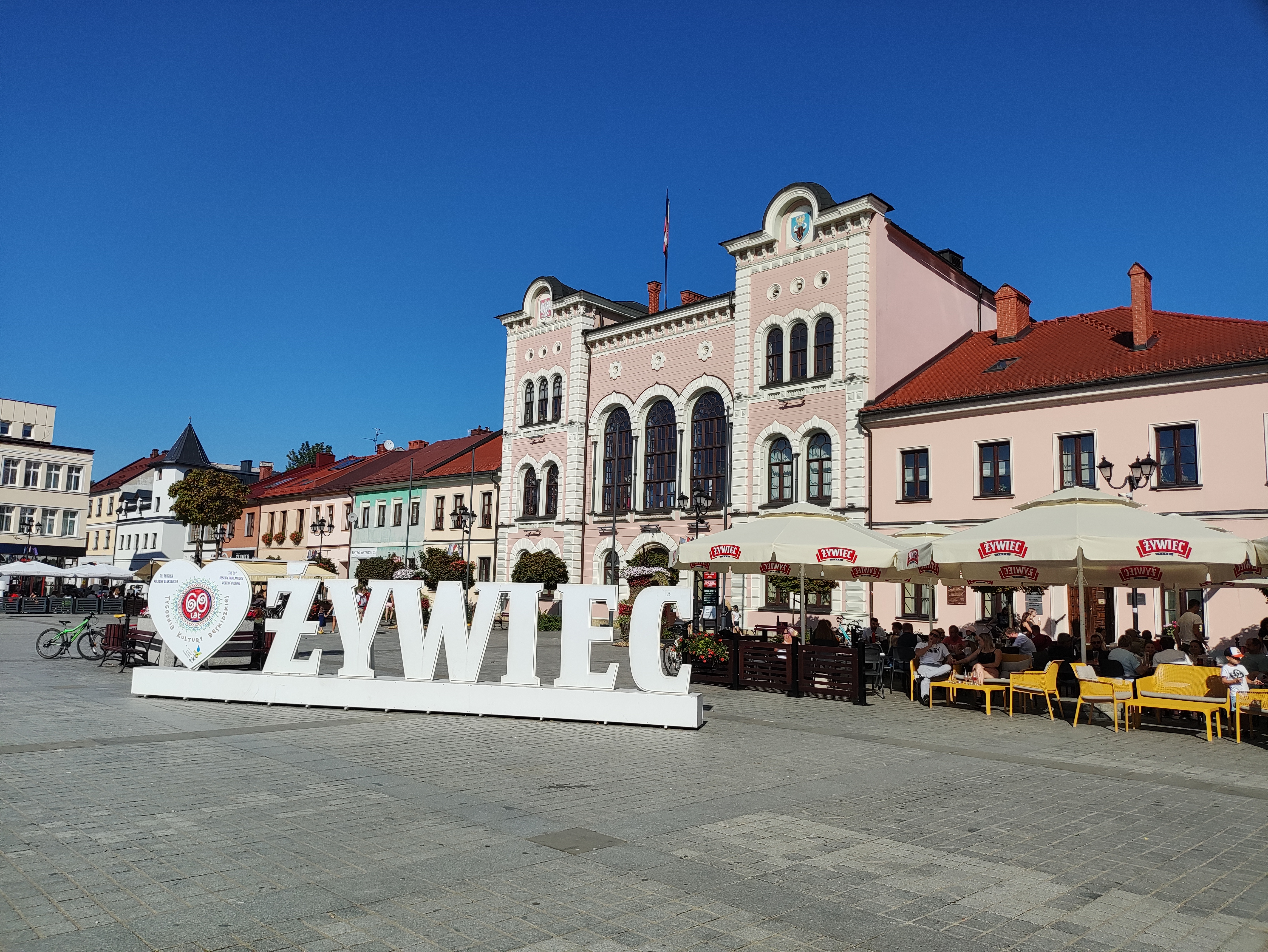
Nápis na náměstí
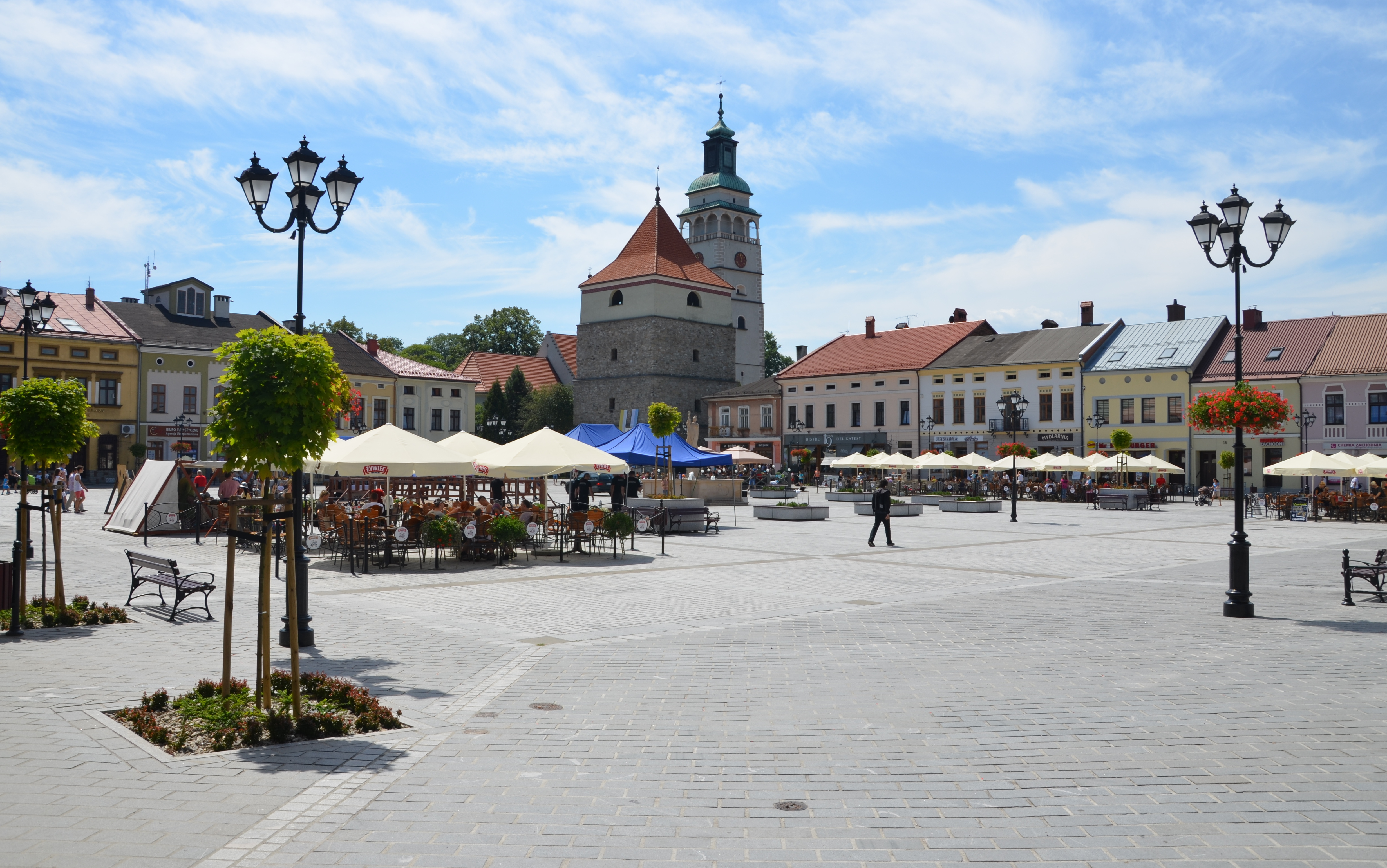
Celek náměstí